# Cyclogonia praetextatula
Cyclogonia praetextatula är en insektsart som först beskrevs av Jacobi 1905.  Cyclogonia praetextatula ingår i släktet Cyclogonia och familjen dvärgstritar. Inga underarter finns listade i Catalogue of Life.